# Chaos-Queens: Die Braut sagt leider nein
Die Braut sagt leider nein ist eine deutsche Filmkomödie von Vivian Naefe aus dem Jahr 2017 basierend auf dem gleichnamigen Roman der Schriftstellerin Kerstin Gier von 1997. Es handelt sich um den zweiten Film der Herzkino-Reihe Chaos-Queens des ZDF. Adina Vetter, Stephan Luca und Natalia Belitski sind in den Hauptrollen besetzt, Nadja Bobyleva, Walter Kreye, Pierre Kiwitt, Johanna Gastdorf und Angela Roy in tragenden Rollen.

## Handlung
Wurzbach, 1996: Elisabeth Jensen, zu dieser Zeit noch die kleine Elli, ist mit ihren Freundinnen Hanna Heinrich und Suse Schmidt auf einer Hochzeit. Die Mädchen können einer solchen Feier, auf der viel getrunken und gelogen wird, nichts abgewinnen und schwören sich gegenseitig, niemals zu heiraten.
Viele Jahre später sitzt Elli in einem Flugzeug, obwohl sie unter Flugangst leidet, und springt mit ihrem Freund Alexander „Alex“ Baum in die Tiefe. Alex hat ihr diesen Fallschirmsprung zum Geburtstag geschenkt. Kurz bevor beide unten ankommen, rollt er ein Band aus auf dem steht: „Willst Du meine Frau werden?“ Elli, der übel ist und die sich übergeben muss, reagiert nicht so, wie Alex sich das erhofft hatte und lässt ihn wissen, dass sie eigentlich niemals heiraten möchte, wenn sie das wollen würde, dann aber nur ihn. Alex zieht sich gekränkt zurück und möchte erst einmal eine Auszeit.
Ausgerechnet in dieser Situation muss Elli zurück in ihren Heimatort Wurzbach, da im Familienkreis eine Hochzeit ansteht und sie ihrer Mutter Rose versprochen hatte, daran teilzunehmen. Zusammen mit ihrer Freundin Hanna Heinrich nimmt sie an der Zeremonie teil, die unter dem Motto „Meereskostüme“ steht. Dort lernen die Frauen, die in einer Wohnung zusammenleben, einen Martin Boford kennen, der auf der Feier singt – und bei beiden einen bleibenden Eindruck hinterlässt. Sie treffen auch ihre Freundin Suse Schmidt wieder, die im vierten Monat schwanger ist und demnächst heiraten will. Den Erwartungen der Freundinnen zum Trotz verleben sie einen amüsanten Abend.
Da Elli Alex vermisst, geht sie wieder auf ihn zu und erklärt ihm, dass sie seinen Antrag annehmen möchte, weil sie ihn liebe. Sie bittet Alex jedoch, einverstanden zu sein, nur eine kleine Hochzeitsfeier zu veranstalten. Die Vorbereitungen laufen jedoch gehörig aus dem Ruder. Alex geschiedene Mutter Hilde will, dass ihr Exmann, der die Hochzeit bezahlen wird, so richtig bluten soll. So kommt eins zum anderen und plötzlich sind die Planungen so, dass sich die kleine Feier zu einem Riesenfest auswächst. Da auch ein Hochzeitsplaner mitmischen soll, wählt Elli ihre Freundin Suse für diese Rolle aus. Alex jedoch lässt seine Freundin mit den Vorbereitungen allein. Er begründet das damit, dass er gerade an einem wichtigen Wettbewerb für ein Bauprojekt teilnehme und seine Zeit begrenzt sei. Er ist Architekt, der vorübergehend als Bauleiter arbeitet, aber wieder mehr gestalterisch tätig sein möchte. Elli merkt mehr als einmal, dass Alex und sie in vielen Dingen sehr unterschiedlich sind, weder können sie sich auf eine gemeinsame Wohnung einigen, da ihre Vorstellungen ziemlich auseinanderdriften, noch können sie über dieselben Dinge lachen und haben sich auch sonst eher wenig zu sagen.
In einer Bücherei trifft Elli Martin Boford wieder. Sie erzählt ihm, dass sie Deutschlehrerin sei und hält ihn für einen Angestellten, was er jedoch nicht ist. Er schreibt ihr eine Telefonnummer in das Buch, das sie kauft.
Nachdem Alex die Ausschreibung gewonnen und entsprechend gefeiert hat, findet Elli auf seinem Handy, das klingelt, nachdem sie ihn betrunken ins Bett gebracht hat, eine Nachricht von Alex’ Assistentin Tanja Breuer: „Ich versteh nicht, warum Du E. heiratest und nicht mich?? Sie ist voll alt!! Sag ihr die Wahrheit! Sonst kriegt sie keinen mehr ab! Heiße Küsse XXXXX Tanja.“ Elli ist nicht nur fassungslos über den Text, sondern vermag auch kaum zu glauben, dass Alex eine Affäre mit dieser Frau hat. In ihrer Verzweiflung macht sie sich auf den Weg nach Wurzbach, muss jedoch unterwegs Suse anrufen, da sie nicht genug Benzin im Tank hat. Da sie sich unterwegs übergeben muss, will Suse wissen, ob sie etwa schwanger sei. Nach diversen Tests stellt sich Suses Vermutung als richtig heraus.
Als Elli mit Alex’ spricht und so tut, als sei eine Freundin von ihrem Freund betrogen worden, meint er nur, Männer seien nun einmal triebgesteuert und wenn sie den Mann liebe, solle sie es einfach tolerieren, auch wenn sie riskieren müsse, dass er es wieder tue. Trotz dieser Aussage finden sich am nächsten Tag alle zur Trauung von Elli und Alex ein. Als der Pastor beginnt, man habe sich heute hier zusammengefunden, um zwei Menschen zu trauen … fällt Elli ihm ins Wort, „die gar nicht zusammenpassen“. Und an Alex gewandt, sie wisse, dass er eine Geliebte habe. Das Schlimmste aber sei, dass sie nicht über dieselben Dinge lachen könnten, nicht dieselben Dinge sehen würden, noch nicht einmal auf eine gemeinsame Wohnung habe man sich einigen können. Und nun stehe sie hier und könne nicht anders. Kurzerhand schenkt sie ihrer Freundin Suse und deren Freund Thomas die Hochzeitsfeierlichkeiten. Als alle im Garten zusammensitzen, tritt Martin erneut in Ellis Leben. Von der Bühne herunter meint er, nun spiele man einen Song, den sich die Braut gewünscht habe und an Elli gerichtet, er sei sehr froh, dass sie nicht die Braut sei.

## Produktion

### Produktionsnotizen
Die Braut sagt leider nein wurde vom 2. August bis zum 1. September 2016 in der Landeshauptstadt Berlin gedreht. Produziert wurde der Film von der U5 Filmproduktion GmbH. Die Redaktion des Films lag bei Beate Bramstedt.

### Soundtrack
- Give A Little Love – Tom Jones
- Wouldn’t I Be Nice – The Beach Boys
- Forget You! – CeeLo Green

### Veröffentlichung
Die deutsche Erstausstrahlung des Films erfolgte am 9. April 2017 zur Hauptsendezeit. Am 5. Mai 2017 gab Studio Hamburg Enterprises den Film auf DVD heraus.

## Rezeption

### Einschaltquote
Der Film wurde bei seiner Erstausstrahlung von 3,89 Millionen Zuschauern eingeschaltet. Der Marktanteil lag bei 11,4 Prozent.

### Kritik
Die Kritiker der Fernsehzeitschrift TV Spielfilm gaben die bestmögliche Wertung, indem der Daumen nach oben zeigte und fanden folgende lobende Worte für den Film: „Beziehungsposse mit starken Frauenrollen.“ Zum Spiel von Stephan Luca hieß es, es wirke „ein wenig distanziert“ und die Inszenierung „bisweilen zu trutschig“, aber: „Vetter und Belitski“ machten „ganz viel aus ihren Rollen“, seien „frech, witzig und modern“.
Rainer Tittelbach gab dem Film auf seiner Seite tittelbach.tv vier von sechs möglichen Sternen und fasste zusammen: „In ‚Die Braut sagt leider‘ nein mischen Vivian Naefe und Sarah Palma aus einem Strauß alltagsnaher, komödiantisch überspitzter Situationen eine launige Geschichte von einer Frau, die nicht nein sagen kann und die schon jetzt schmerzlich erfahren muss, was sie in der Ehe erwarten wird. Für das ZDF-‚Herzkino‘ ist diese Komödie ungewöhnlich jung, erfreulich verspielt und in den Dialogen weitgehend gemeinplatzfrei. Selbst die genreüblichen Ich-Kommentare aus dem Off nerven hier einmal nicht – und Adina Vetter & Natalia Belitski sind das wahre Traumpaar in diesem Film!“ Adina Vetter sei „als Frau, die zwischen eigenen Erwartungen und den Ansprüchen der anderen nur schwer eine Balance finde, eine sehr gute Besetzung“. […] „Perfekt gecastet“ sei „auch Natalia Belitski, der Shootingstar des letzten Jahres“: Sie gebe ihrer Figur „eine Stärke und Selbstsicherheit, die sich in ihrer ganzen Körperhaltung zeig[e] und bis in die kleinste Geste zu spüren“ sei.
Der Filmdienst konnte dem Film nicht viel abgewinnen und schrieb: „Klischeebeladene (Fernseh-)Romantikkomödie nach dem Muster ‚Hochzeit und andere Katastrophen‘. – Ab 14.“